# Vélam
 (mars 2024).
Vélam (contraction des mots « vélo » et Amiens) est le système de location de vélos en libre-service de la ville d'Amiens. Disponible depuis le 16 février 2008, ce système propose 313 vélos répartis sur 501 bornes de 27 stations situées dans et autour du centre-ville. Il est complémentaire des transports en commun de la métropole, et en particulier de la navette de l'hypercentre (Cœur de ville), ainsi que du service Piéto+ (voiturettes électriques gratuites pour la mobilité en centre-ville des personnes âgées, handicapées, enceintes…).
L'implantation et la gestion du dispositif sont assurées par JC Decaux, qui a adapté son service Cyclocity à la ville d'Amiens.
Ce service est à distinguer du service Buscyclette basé au pied de la Tour Perret, qui propose aussi un service de location de vélo mais à courte, moyenne et longue durée.

## Fonctionnement
Les vélos du système Vélam sont disponibles au retrait d'une borne tous les jours de l'année, de 5 h à 2 h du matin. Il est possible de déposer un vélo n'importe quand.
Le service est destiné aux personnes de plus de 14 ans mesurant plus de 1,50 m.

### Dans la pratique
Le retrait de vélo s'effectue après quelques opérations sur la borne principale de la station. Ainsi il est nécessaire d'acheter un titre ou de s'identifier si l'on en possède déjà un. Une fois ces opérations effectuées, l'utilisateur choisit un numéro de vélo à louer, et il dispose de 60 secondes pour presser un bouton sur la bornette correspondante et retirer le vélo.
Le dépôt d'un vélo utilisé se fait simplement en accrochant le vélo à une bornette (système comparable à celui d'une ceinture de sécurité dans une voiture). Un voyant lumineux et un signal sonore confirment que la restitution du vélo est bien enregistrée. Aucune opération n'est à effectuer sur la borne principale, sauf si le cycliste désire un reçu bancaire.

### Les vélos

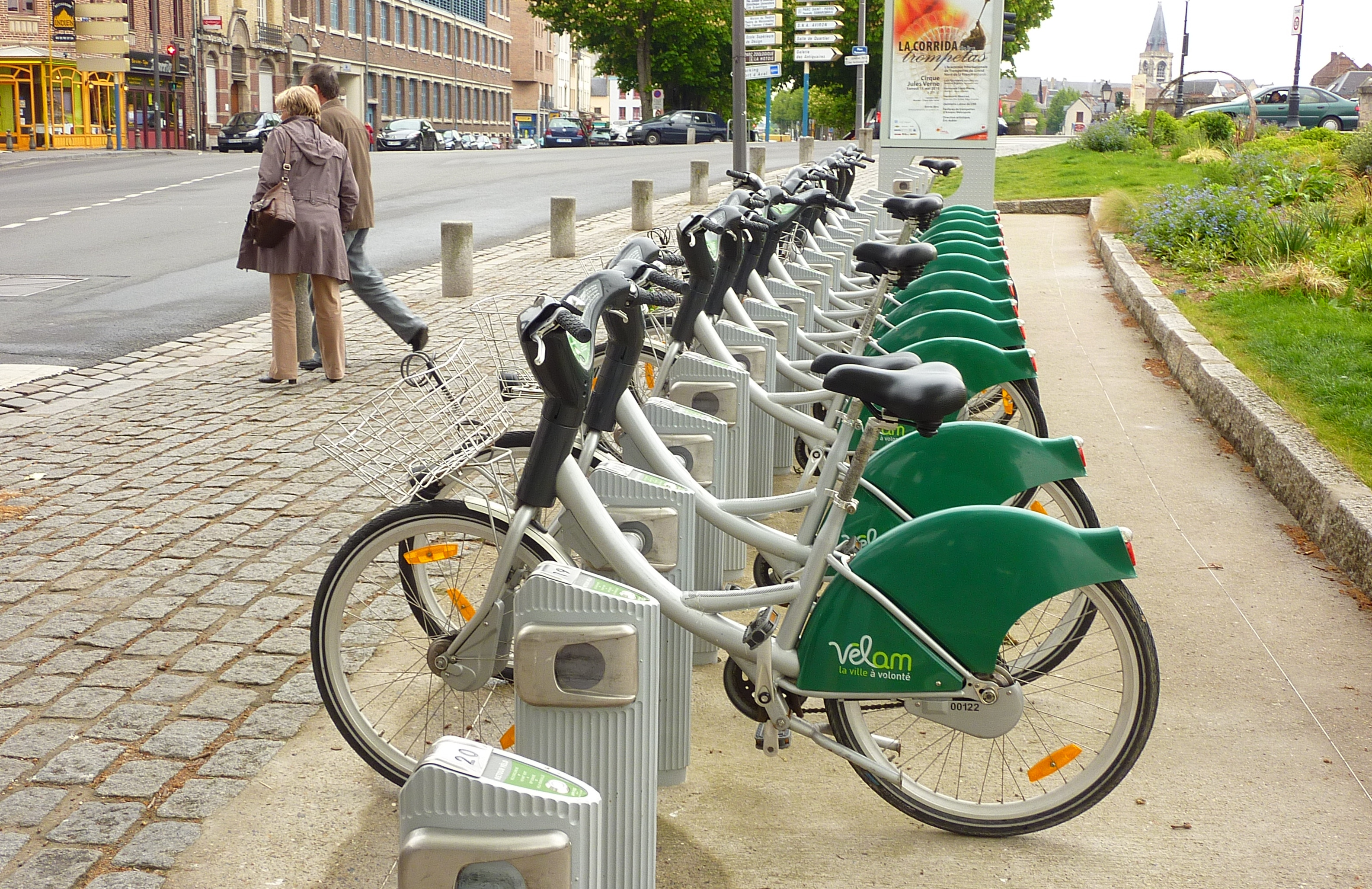
Station Vélam

Les vélos de Vélam ressemblent aux vélos de Vélib' (Paris), à la couleur près : ceux de Paris sont gris-beige, ceux d'Amiens gris clair et vert (sur toute la partie arrière). 
Ce sont des vélos mixtes qui disposent de plusieurs équipements :
- feux arrière et avant pour une signalisation continue, de jour comme de nuit, même pendant les courts arrêts (feux tricolores, stop, etc.) ;
- freins arrière et avant ;
- moyeu à vitesses intégrées à trois vitesses ;
- selle réglable ;
- antivol ;
- panier (à l'avant).

## Modalités d'abonnement

### Titres courtes durées
Il existe deux types de titre à courte durée : le ticket 1 jour (24 heures), et le ticket 2 jours.
Dans les deux cas, il s'agit d'un prix de mise en service (1 euro pour 24 heures, 4 euros pour 2 jours). Le service Vélam est alors utilisable sur tout le réseau pendant la durée prévue.
Pour louer un vélo, il est nécessaire de se présenter à la borne de la station avec une carte bancaire. On peut ainsi acheter un titre 1 jour, ou 2 jours, au tarif prévu. Pendant cette opération, une « empreinte » de notre carte de crédit est effectuée, afin de prélever une éventuelle pénalité, ou d'éventuels frais supplémentaires, dans une limite de 150 €, en cas de dépassement de la première demi-heure de location gratuite, ou si le vélo n'est pas rendu.
Une fois le titre acquis (format d'un ticket de stationnement souterrain), il est possible de louer un vélo n'importe où, en entrant sur la borne le numéro du ticket ainsi que le code PIN que l'utilisateur a assigné à son ticket lors de l'achat. Il reste à choisir le vélo, et à l'utiliser.

### Abonnement à 1 an
Il est possible de souscrire un abonnement annuel à ce service au prix de 25 €. Ceci représente le coût total de mise à disposition du service. L'avantage en est que l'utilisateur n'a plus qu'à présenter sa carte d'abonnement à la borne, et choisis tout de suite un vélo à louer.
La carte doit être créditée d'un « crédit d'utilisation », permettant de payer les frais de dépassement horaire, au-delà de la première demi-heure gratuite. Ce crédit peut être rechargé sur une borne de station, à l'aide d'une carte de crédit, par internet, ou encore par chèque adressé à la société gérante.
L'abonnement se fait par voie postale, en envoyant un bulletin d'inscription, un chèque de caution (ou autorisation de prélèvement) de 150 € en cas de non-restitution d'un vélo, un règlement de 28 € par chèque (25 € de frais de mise en service + 3 € de crédit sur la carte), ainsi qu'un justification de domicile.
L'inscription peut se faire dès l'âge de 14 ans. Une carte est personnelle.
Chaque année, en début de printemps et pour la rentrée scolaire, une formule annuelle d'abonnement est proposée au tarif de 15€.

### Tarifs
Voici la grille d'application des tarifs de location :
| Durée                    | Première ½ heure | Deuxième ½ heure | Troisième ½ heure | Au-delà de la troisième ½ heure, par ½ heure supplémentaire |
| Tarif abonnement 1 jour  | Gratuit          | 1 €              | 2 €               | 4 €                                                         |
| Tarif abonnement 2 jours | Gratuit          | Gratuit          | Gratuit           | Gratuit                                                     |
| Tarif abonnement 1 an    | Gratuit          | 1 €              | 2 €               | 4 €                                                         |

Les tarifs augmentent de manière exponentielle avec la durée (pour les tarifs 1 jour et 1 an). Ceci incite à une rotation plus rapide des vélos. Ainsi, une location de 4 heures sera facturée 23 €, et 12 heures de location atteignent les 87 €. Il est donc vivement conseillé et demandé de déposer le vélo à une borne avant de relouer.

### Conditions à accepter par l'utilisateur
L'utilisateur s'engage à :
- Avoir plus de 14 ans
- Utiliser l'antivol pour un court arrêt
- Restituer le vélo dans un délai de 24 heures, au-delà la caution sera prélevée
- Ne pas transporter de passager
- Ne prêter ni carte Vélam, ni vélo
- Contracter obligatoirement une assurance responsabilité civile